# Chatéou
Le ruisseau de Chatéou est un cours d'eau qui traverse le département des Landes et un affluent droit de l'Estampon dans le bassin versant de l'Adour.

## Géographie
D'une longueur de 11,1 kilomètres, il prend sa source sur la commune de Losse (Landes), à l'altitude 151 mètres.
Il coule du nord-est vers le sud-ouest et se jette dans l'Estampon à Vielle-Soubiran (Landes), à l'altitude 93 mètres sous le nom de ruisseau la Losse.

## Communes et cantons traversés
Dans le département des Landes, le ruisseau de Chatéou traverse deux communes et deux cantons : dans le sens amont vers aval : Losse (source) et Vielle-Soubiran (confluence).
Soit en termes de cantons, le ruisseau de Chatéou prend source dans le canton de Gabarret et conflue dans le canton de Roquefort.

## Affluents
Le ruisseau de Chatéou n'a pas d'affluent référencé par le SANDRE, mais Géoportail référence deux affluents :
- le ruisseau de Tic (rg) ;
- le ruisseau de Lagoutère (rg).